# Quintal (Alta Saboia)
Quintal é uma comuna francesa na região administrativa de Auvérnia-Ródano-Alpes, no departamento de Alta Saboia. Estende-se por uma área de km², com 882 habitantes, segundo os censos de 1999.